# Мастерс (снукер)
Ма́стерс (англ. The Masters) — профессиональный нерейтинговый турнир по снукеру. Считается самым престижным нерейтинговым турниром и одним из трех наиболее престижных снукерных турниров. Начиная с сезона 1974/1975 включён в список профессиональных соревнований. Проводится ежегодно в Александра-палас, Лондон (с 1979 по 2011 года — в спорткомплексе Уэмбли).

## История

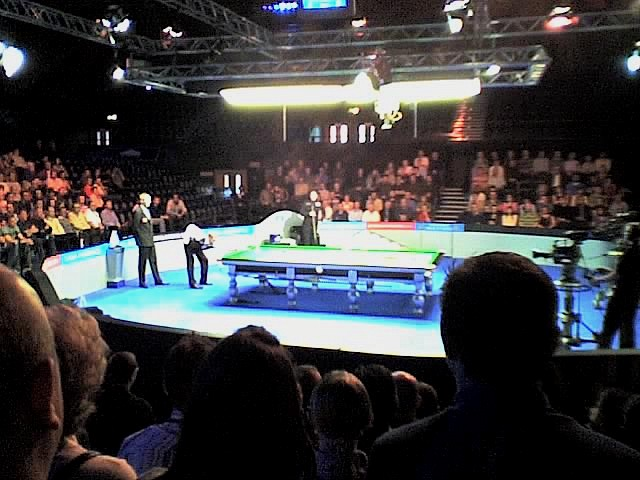
Арена Уэмбли

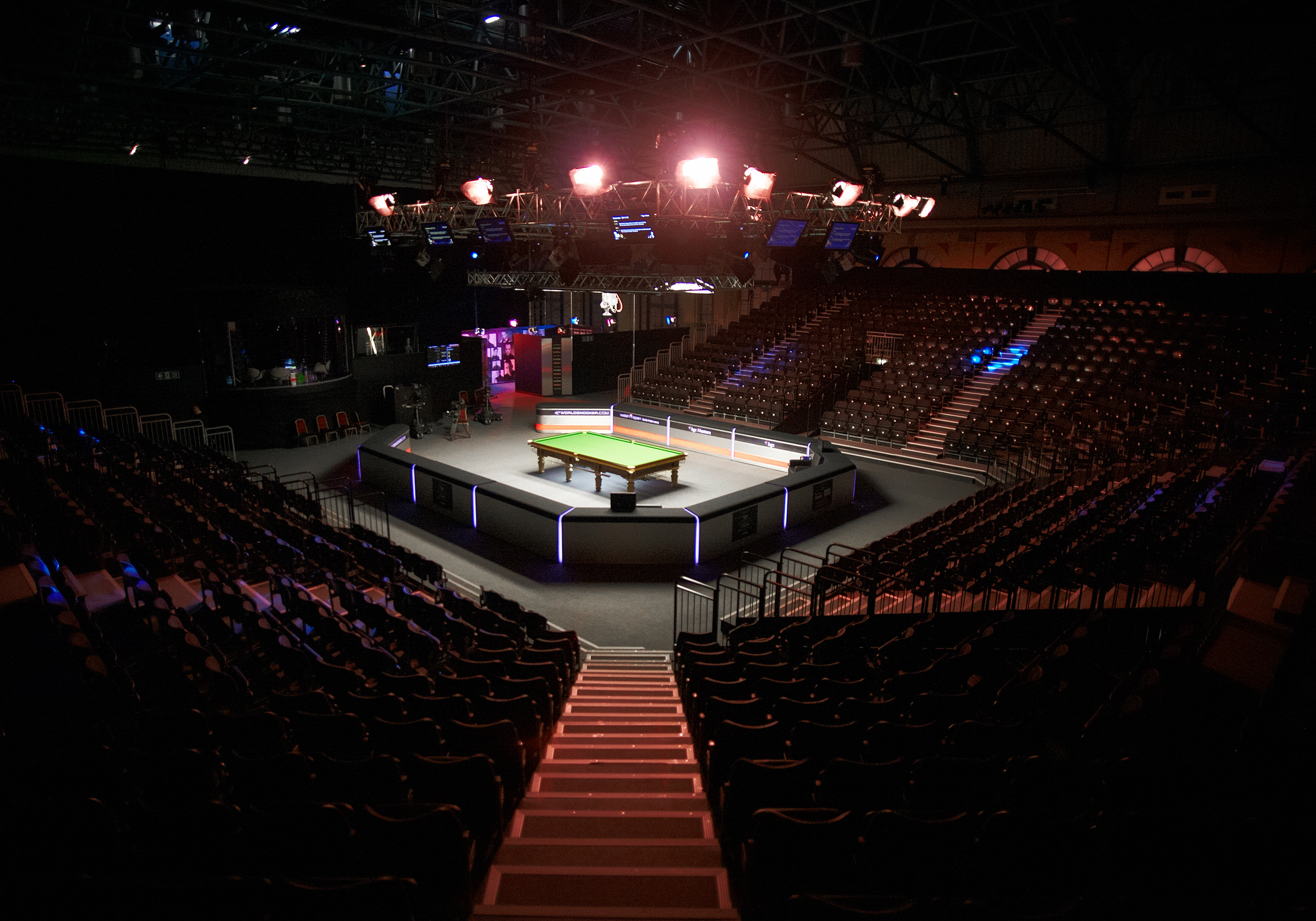
Арена Alexandra Palace в 2012 году

Впервые турнир Мастерс был проведён 1975 году в West Centre Hotel, Лондон. Его организатором был Benson & Hedges, который и остался спонсором турнира вплоть до 2004 года. Первой парой финалистов из 10 участвовавших игроков стали англичанин Джон Спенсер и валлиец Рэй Риардон. В напряжённом поединке, который закончился переигровокой чёрного в решающем фрейме, победил Спенсер. В 1981 Терри Гриффитс на глазах у 2323 зрителей оказался первым, кому удавалось выигрывать Мастерс с первой попытки. А в 1986 Клифф Торбурн из Канады установил рекорд по количеству завоёванных подряд титулов — он стал двукратным чемпионом подряд и трёхкратным вообще.
Финалисту 1988 года, Майку Халлетту, вероятно, больше всего хотелось бы забыть тот матч как страшный сон: тогда он встретился со Стивом Дэвисом, который разгромил его 9:0. Сам Дэвис в том сезоне уже выиграл 6 титулов, а эта победа заодно стала и 23-м разгромом «всухую».
Через год турнир выиграл 19-летний Стивен Хендри, он же стал участником и, пожалуй, одного из самых заметных финалов в истории турнира: в 1991 он проигрывал 0:7 и 2:8 Майку Халлетту, однако выиграл 9:8. Это поражение явно стало последней каплей для Халлетта и его статуса одного из сильнейших игроков. А Хендри сохранял титул за собой до 1994, пока его не отобрал соотечественник Алан Макманус. Впрочем, эта смена чемпиона никак не отразилась на славе Стивена, так как он сумел стать 5-кратным победителем соревнования кряду. А в 1996 Стивен взял трофей Мастерс и в 6-й раз, победив в финале Ронни О'Салливана 10:5.
В 1997 был сыгран один из самых запоминающихся финалов за всю историю турнира: тогда в решающем матче встретились ветеран, Стив Дэвис, и новая звезда снукера, Ронни О’Салливан. Дэвис уступал тому 4:8, но собрался и победил со счётом 10:8, и, таким образом, стал трёхкратным чемпионом.
На Мастерс-2000 огромная неудача постигла Кена Доэрти — в финале он не смог сделать максимум после промаха на последнем чёрном. А затем ирландец проиграл и весь матч, 8:10, Мэттью Стивенсу.
Но главной звездой Мастерс начала 2000-х годов стал Пол Хантер. Свой первый трофей этого престижного турнира он выиграл в 2001, побив в финале, 10:9, Фергала О’Брайена. Первая сессия закончилась со счётом 6:2 в пользу О’Брайана, однако после большого перерыва всё переменилось. Пол отыгрался и выиграл турнир, сделав по ходу четыре сенчури. Финал этого турнира Мастерс впервые попал на первые страницы всех национальных газет, а Хантер стал одним из самых известных и любимых игроков.
Пять миллионов телезрителей следили за финалом 2004 года между Полом Хантером и Ронни О’Салливаном, в котором Хантер вновь проявил чудеса стойкости. Незадолго до полуночи он одержал победу со счётом 10:9. Увы, огромному потенциалу этого талантливейшего игрока не дано было раскрыться в полную меру — в 2006 он скончался от рака в возрасте всего 27 лет.
В 2003 году из-за нового законодательства о рекламе был вынужден уйти спонсор Мастерс — сигаретный бренд Benson & Hedges. Новым спонсором стал Riley' Club, однако эта компания осталась с турниром ненадолго. Всего через год произошла очередная смена. С 2006 и по 2008 Мастерс спонсировала страховая компания Saga Insurance. В 2009 Мастерс остался без спонсора, призовой фонд был выделен из средств WPBSA.
В 2007 число участников расширилось до 19. Дин Цзюньхуэй с первого же раза вышел в финал Мастерс, но там был разгромлен О’Салливаном, 3:10, хотя этому счёту своим поведением способствовали ярые фанаты Ронни.
В 2008 году победителем стал Марк Селби, победивший Стивена Ли со счётом 10:3. Селби оказался вторым игроком с 1988 после Хендри, которому удалось выиграть Мастерс, попав на него впервые.
В 2009 году в напряжённом финале со счётом 10:8 Ронни О'Салливан выиграл у прошлогоднего победителя, Марка Селби. А на турнире 2010 года Селби взял реванш у О’Салливана, победив того 10:9. В 2012 году победу одержал чемпион мира 2010 года Нил Робертсон. Он стал первым австралийцем, победившим на Мастерс.
В 2016 году Ронни О’Салливан победил Барри Хокинса с рекордным счётом в формате до десяти побед — 10:1. Победив в следующем году Джо Пэрри, О’Салливан одержал седьмую победу в этом турнире, став рекордсменом по числу побед на Мастерс.
В 2018 году Марк Аллен выиграл свой первый Мастерс, показав отличную игру на протяжении всего турнира. По ходу турнира Марк одолел сразу двух победителей этого турнир — Ронни О`Салливана (6:1) и Джона Хиггинса (6:4). В финале Марк одолел ещё молодого Кайрена Уилсона, который сделал кам-бэк в матче с Джаддом Трампом в полуфинале, уступая в счете 2:5. Это был первый финал Мастерс для обоих игроков, в котором победу одержал Аллен со счетом 10:7. Марк Аллен стал первым чемпионом Мастерс из Северной Ирландии с 1987 года.

## Призовые
Мастерс является самым престижным нерейтинговым турниром, и самым «богатым» турниром после чемпионата мира, хотя в первый год проведения призовые составили всего 2000 фунтов стерлингов. В 2012 победителю турнира было отведено 150 000 £, а обладателем самого крупного денежного приза стал Марк Уильямс: в 2003 году он выиграл 210 000 фунтов стерлингов.

## Формат
- От первого раунда (1/8) и до финала — матчи до 6 побед.
- Финал — матч до 10 побед.

## Финалы
| Год  | Победитель           | Финалист             | Финальный счёт | Сезон   |
| ---- | -------------------- | -------------------- | -------------- | ------- |
| 1975 | Джон Спенсер (1)     | Рэй Риардон (1)      | 9:8            | 1974/75 |
| 1976 | Рэй Риардон (1)      | Грэм Майлс (1)       | 7:3            | 1975/76 |
| 1977 | Дуг Маунтджой (1)    | Рэй Риардон (2)      | 7:6            | 1976/77 |
| 1978 | Алекс Хиггинс (1)    | Клифф Торбурн (1)    | 7:5            | 1977/78 |
| 1979 | Перри Манс (1)       | Алекс Хиггинс (1)    | 8:4            | 1978/79 |
| 1980 | Терри Гриффитс (1)   | Алекс Хиггинс (2)    | 9:5            | 1979/80 |
| 1981 | Алекс Хиггинс (2)    | Терри Гриффитс (1)   | 9:6            | 1980/81 |
| 1982 | Стив Дэвис (1)       | Терри Гриффитс (2)   | 9:5            | 1981/82 |
| 1983 | Клифф Торбурн (1)    | Рэй Риардон (3)      | 9:7            | 1982/83 |
| 1984 | Джимми Уайт (1)      | Терри Гриффитс (3)   | 9:5            | 1983/84 |
| 1985 | Клифф Торбурн (2)    | Дуг Маунтджой (1)    | 9:6            | 1984/85 |
| 1986 | Клифф Торбурн (3)    | Джимми Уайт (1)      | 9:5            | 1985/86 |
| 1987 | Деннис Тейлор (1)    | Алекс Хиггинс (3)    | 9:8            | 1986/87 |
| 1988 | Стив Дэвис (2)       | Майк Халлетт (1)     | 9:0            | 1987/88 |
| 1989 | Стивен Хендри (1)    | Джон Пэррот (1)      | 9:6            | 1988/89 |
| 1990 | Стивен Хендри (2)    | Джон Пэррот (2)      | 9:4            | 1989/90 |
| 1991 | Стивен Хендри (3)    | Майк Халлетт (2)     | 9:8            | 1990/91 |
| 1992 | Стивен Хендри (4)    | Джон Пэррот (3)      | 9:4            | 1991/92 |
| 1993 | Стивен Хендри (5)    | Джеймс Уоттана (1)   | 9:5            | 1992/93 |
| 1994 | Алан Макманус (1)    | Стивен Хендри (1)    | 9:8            | 1993/94 |
| 1995 | Ронни О'Салливан (1) | Джон Хиггинс (1)     | 9:3            | 1994/95 |
| 1996 | Стивен Хендри (6)    | Ронни О'Салливан (1) | 10:5           | 1995/96 |
| 1997 | Стив Дэвис (3)       | Ронни О'Салливан (2) | 10:8           | 1996/97 |
| 1998 | Марк Уильямс (1)     | Стивен Хендри (2)    | 10:9           | 1997/98 |
| 1999 | Джон Хиггинс (1)     | Кен Доэрти (1)       | 10:8           | 1998/99 |
| 2000 | Мэттью Стивенс (1)   | Кен Доэрти (2)       | 10:8           | 1999/00 |
| 2001 | Пол Хантер (1)       | Фергал О’Брайен (1)  | 10:9           | 2000/01 |
| 2002 | Пол Хантер (2)       | Марк Уильямс (1)     | 10:9           | 2001/02 |
| 2003 | Марк Уильямс (2)     | Стивен Хендри (3)    | 10:4           | 2002/03 |
| 2004 | Пол Хантер (3)       | Ронни О'Салливан (3) | 10:9           | 2003/04 |
| 2005 | Ронни О'Салливан (2) | Джон Хиггинс (2)     | 10:3           | 2004/05 |
| 2006 | Джон Хиггинс (2)     | Ронни О'Салливан (4) | 10:9           | 2005/06 |
| 2007 | Ронни О'Салливан (3) | Дин Цзюньхуэй (1)    | 10:3           | 2006/07 |
| 2008 | Марк Селби (1)       | Стивен Ли (1)        | 10:3           | 2007/08 |
| 2009 | Ронни О'Салливан (4) | Марк Селби (1)       | 10:8           | 2008/09 |
| 2010 | Марк Селби (2)       | Ронни О'Салливан (5) | 10:9           | 2009/10 |
| 2011 | Дин Цзюньхуэй (1)    | Марко Фу (1)         | 10:4           | 2010/11 |
| 2012 | Нил Робертсон (1)    | Шон Мёрфи (1)        | 10:6           | 2011/12 |
| 2013 | Марк Селби (3)       | Нил Робертсон (1)    | 10:6           | 2012/13 |
| 2014 | Ронни О'Салливан (5) | Марк Селби (2)       | 10:4           | 2013/14 |
| 2015 | Шон Мёрфи (1)        | Нил Робертсон (2)    | 10:2           | 2014/15 |
| 2016 | Ронни О'Салливан (6) | Барри Хокинс (1)     | 10:1           | 2015/16 |
| 2017 | Ронни О'Салливан (7) | Джо Пэрри (1)        | 10:7           | 2016/17 |
| 2018 | Марк Аллен (1)       | Кайрен Уилсон (1)    | 10:7           | 2017/18 |
| 2019 | Джадд Трамп (1)      | Ронни О'Салливан (6) | 10:4           | 2018/19 |
| 2020 | Стюарт Бинэм (1)     | Алистер Картер (1)   | 10:8           | 2019/20 |
| 2021 | Янь Бинтао (1)       | Джон Хиггинс (3)     | 10:8           | 2020/21 |
| 2022 | Нил Робертсон (2)    | Барри Хокинс (2)     | 10:4           | 2021/22 |
| 2023 | Джадд Трамп (2)      | Марк Уильямс (2)     | 10:8           | 2022/23 |
| 2024 | Ронни О'Салливан (8) | Алистер Картер (2)   | 10:7           | 2023/24 |
| 2025 | Шон Мёрфи (2)        | Кайрен Уилсон (2)    | 10:7           | 2024/25 |

### Победители турнира
| Игрок            | Всего | Год                                            |
| ---------------- | ----- | ---------------------------------------------- |
| Ронни О'Салливан | 8     | 1995, 2005, 2007, 2009, 2014, 2016, 2017, 2024 |
| Стивен Хендри    | 6     | 1989, 1990, 1991, 1992, 1993, 1996             |
| Марк Селби       | 3     | 2008, 2010, 2013                               |
| Пол Хантер       | 3     | 2001, 2002, 2004                               |
| Стив Дэвис       | 3     | 1982, 1988, 1997                               |
| Клифф Торбурн    | 3     | 1983, 1985, 1986                               |
| Джон Хиггинс     | 2     | 1999, 2006                                     |
| Марк Уильямс     | 2     | 1998, 2003                                     |
| Алекс Хиггинс    | 2     | 1978, 1981                                     |
| Нил Робертсон    | 2     | 2012, 2022                                     |
| Джадд Трамп      | 2     | 2019, 2023                                     |
| Шон Мёрфи        | 2     | 2015, 2025                                     |
| Джон Спенсер     | 1     | 1975                                           |
| Рэй Риардон      | 1     | 1976                                           |
| Дуг Маунтджой    | 1     | 1977                                           |
| Перри Манс       | 1     | 1979                                           |
| Терри Гриффитс   | 1     | 1980                                           |
| Джимми Уайт      | 1     | 1984                                           |
| Деннис Тейлор    | 1     | 1987                                           |
| Алан Макманус    | 1     | 1994                                           |
| Мэттью Стивенс   | 1     | 2000                                           |
| Динг Джуньху     | 1     | 2011                                           |
| Марк Аллен       | 1     | 2018                                           |
| Стюарт Бинэм     | 1     | 2020                                           |
| Янь Бинтао       | 1     | 2021                                           |